# بژژنو ویلکیه
بژژنو ویلکیه (به لهستانی:  Brzeźno Wielkie) یک روستا در لهستان است که در گمینا ستاروگارد گدانگسکی واقع شده‌است. بژژنو ویلکیه ۲۳۳ نفر جمعیت دارد.